# Robert Urich
Robert Michael Urich (Toronto (Ohio), 19 december 1946 - Thousand Oaks (Californië), 16 april 2002) was een Amerikaans televisieacteur. Hij won een Emmy Award en is het meest bekend als privédetective Dan Tanna in Vega$ (1978-1982) en Spenser in de televisieserie Spenser: For Hire (jaren '80).
Verder speelde hij in televisieseries als S.W.A.T. (1975), Soap (1977) en The Lazarus Man (1996). In de miniserie Lonesome Dove speelde hij Jake Spoon. In Love Boat: The Next Wave was hij de kapitein en hij was kort voor zijn dood te zien in de sitcom Emeril.
Urich presenteerde ook programma's op de zenders National Geographic Channel en Animal Planet. 
Hij speelde ook mee in enkele films zoals: Magnum Force (1973) en Turk 182! (1985).
Urich was gehuwd met Barbara Rucker (1968-1974) en Heather Menzies (1975-2002). Menzies was een van de kinderen Von Trapp uit de film The Sound of Music en geboren in Toronto, Canada. Zij had met Urich drie geadopteerde kinderen.
Zijn tweede vrouw herstelde van kanker. Robert zelf verloor het gevecht tegen deze ziekte na 6 jaar in 2002 en overleed, op 55-jarige leeftijd, in Thousand Oaks, Californië.
Hij is gecremeerd en begraven in Prince Edward County in Ontario. Zijn weduwe Menzies overleed op kerstavond 2017.